# William Brownlow (1683-1739)
William Brownlow (1683 - 27 août 1739) est un homme politique anglo-irlandais.

## Biographie
Il est le fils aîné d'Arthur Chamberlain Brownlow et de Jane Hartstonge, fille de Sir Standish Hartstonge (1er baronnet) (en) de Bruff, comté de Limerick, baron de la Cour de l'Échiquier (Irlande), et de sa première épouse Elizabeth Jermyn de Gunton Hall, Norfolk. Son père est le fils de Patrick Chamberlain et de Letitia Brownlow, et adopte le nom de famille de sa mère en héritant de son grand-père, Sir William Brownlow, qui a épousé Eleanor O'Doherty, fille de Sir Cahir O'Doherty.
Il fait ses études au Trinity College de Dublin . Brownlow est élu à la Chambre des communes irlandaise en tant que député du comté d'Armagh en 1711 et conserve le siège lors des élections suivantes jusqu'à sa mort en 1739 .
Il épouse Lady Elizabeth Hamilton, fille de James Hamilton (6e comte d'Abercorn) et Elizabeth Reading ; ils ont quatre filles et un fils, William.